# حوطة أحمد بن زين (حضرموت)

تعديل مصدري - تعديل

حوطة أحمد بن زين هي مدينة يمنية تتبع مديرية شبام بمحافظة حضرموت.

## سبب التسمية
قديمًا كانت تسمى «خَلْع راشد»؛ لأنها كانت منطقة زراعية وبها نخل ومال كثير خَلَعَه، أي زرعه، السلطان راشد بن شجعنة بن فهد بن أحمد بن قحطان (المتوفى 593 هـ)، وهو من سلاطين العهد الراشدي بحضرموت، وهو والد السلطان عبد الله بن راشد الذي ينسب وادي حضرموت له فيقال: وادي ابن راشد. أما إطلاق اسم «حوطة أحمد بن زين» فإنها حُوّطت بعد سكنى الشيخ أحمد بن زين الحبشي (المتوفى 1144 هـ) واستقراره بها، وقد كانت معقلًا من معاقل العلم والدعوة إلى الله.